# Olof Örnehufvud

Karta över Neumark och Ukermark i Brandenburg. Koppartryck på papper, utförd av Olof Hansson Svart Örnehufvud (generalkvartermästare). Skoklosters slotts samling.

Olof Hansson Örnehufvud, ursprungligen före adlandet Olof Hansson Svart, också känd under sitt pseudonym Olaus Iohannis Gothus, född i januari 1600 i Nya Lödöse, död 27 augusti 1644 i Kattarps by, Skrävlinge socken, Malmöhus län, var en svensk generalkvartermästare, kartograf, tecknare och kopparstickare.
Han var son till handlaren Hans Olofsson och Anna Eriksdotter (någon källa anger föräldrarna till borgaren Hans Andersson och Ellika Arvidsdotter) och från 1634 gift med Anna Larsdotter. Örnehufvud studerade vid en skriv- och räkneskola i Rostock 1617–1619 och blev därefter skrivare i hertig Johans av Östergötland kansli och Kungliga kansliet. Han begärde avsked 1624 för att på Gustav II Adolfs befallning öva sig i ritar- och ingenjörskonsten under Anders Bures ledning. Han utnämndes till kapten i fortifikationen 1625 och tog sig samtidigt namnet Svart. Under sin tid vid fortifikationen synes han under Bures handledning ha kartlagt hela Småland och även såsom Generalbergsamtets ingenjör utarbetat en karta över Kopparbergs gruvor. Han sändes 1626 som "geographus" till armén i Livland, men förflyttades 1627 till Preussen, där han 1628 blev konduktör bland arklifolket. Han utarbetade nu en karta över trakten kring Elbing, och 1629 deltog han i träffningen vid Stuhm samt befordrades 1630 till ingenjör vid Gustav Adolfs armé i Tyskland och retrancherade samma år arméns läger vid Stettin. Året därpå ledde han befästningsarbeten vid bland annat Spandau, Brandenburg och Potsdam. Han upprättade därefter kartor över Neumark och Uckermark, Ruppin och Prignitz samt Vogtland, ledde utförandet av det förskansade lägret vid Werben samt deltog i slaget vid Leipzig, över vilket han gjorde en ritning, som blev kopparstick av Matthäus Merian d.ä. I början av 1632, då Örnehufvud synes ha utnämnts till generalkvartermästare, ledde han förstärkandet av Mainz, planerade fästningen Gustavsburg och anordnade det befästa lägret vid Nürnberg. Han var närvarande vid drabbningen vid Lützen senare det året. 
Efter kungens död tjänstgjorde Örnehufvud först under hertig Bernhard av Sachsen-Weimar och sedan vid Dodo Knyphausens armé samt deltog i slaget vid Oldendorf och gjorde ritning över detta som också blev kopparstick. År 1634 återvände Örnehufvud till Sverige och förordnades att vara generalkvartermästare "öffwer fortificationerne", men kommenderades samtidigt på en omfattande inspektionsresa till Preussen, Livland, Ingermanland och Kexholms län samt uppgjorde under densamma överallt, där så erfordrades, nya befästningsplaner och startade olika arbeten, liksom han upprättade en stadsplan med "zirlige gator" för Kexholm.
Återkommen till Sverige, adlades han 1635 med namnet Örnehufvud och fick förnyat uppdrag att vara generalkvartermästare "öfver all fortification", dock under artillerigeneralens överbefäl. Samtidigt beordrades han emellertid att åtfölja Lennart Torstenson till Jakob De la Gardies armé i Preussen, där han anställdes som generalkvartermästare, men medföljde på hösten samma år Torstenson till Pommern och deltog sedan i Johan Banérs fälttåg. Örnehufvud medföljde 1636 Axel Oxenstierna tillbaka till Sverige, där han utarbetade befästningsplaner till Kalmar och Jönköping samt till reglering av malmarna i Stockholm och ombesörjde även stickandet i koppar av de ritningar över Gustav Adolfs krigsföretag, som han tidigare utfört. Örnehufvud utarbetade vidare planer till befästningar vid Örebro, Göteborg, Nya Kalmar på Kvarnholmen, Vänersborg m.fl. samt uppgjorde dels stads- och regleringsplaner för Vänersborg, Alingsås, Åmål, Norrköping, Nya Kalmar, Uppsala och Västerås, dels förslag till iståndsättande av slussarna vid Lilla Edet, dels en karta över Göteborgs skärgård.
År 1641 skildes fortifikationen från artilleriet och bildade en under Krigskollegium direkt stående självständig kår med Örnehufvud som chef. Denne fortsatte sedan att ombesörja fästningsarbetena, särskilt de vid Göteborg, där Ryssåsskansen uppfördes enligt hans plan. När kriget med Danmark 1644 utbröt, beordrades Örnehufvud att tjänstgöra som generalkvartermästare i fält vid Gustaf Horns armé, och som sådan uppgjorde han "Marchere ordningh" för densamma vid inbrottet i Skåne, byggde Hylte skans, utarbetade en karta över Skåne, iståndsatte och förstärkte Helsingborgs befästningar efter dess intagande, ledde anfallsarbetena mot Landskrona och sedan mot Laholm samt förstärkte efter dessa orters intagande deras befästningar samt var med om blockaden av Malmö, under vilken han avled.
Örnehufvud var lika utmärkt tecknare som kartograf, och i C. Allards "Atlas major" är hans kartor över Mark Brandenburg (fyra blad) intagna. I sina fästningsplaner tillämpade Örnehufvud visserligen företrädesvis den nederländska skolans regler, men de visar även flera självständiga idéer särskilt vid kurtinernas och de ofta talrika utanverkens anordnande. Som fortifikationens förste chef gjorde han med sin organisatoriska och konstnärliga begåvning en banbrytande insats. Hans avritningar av en rad svenska krigsaktioner och belägringar som han var vittne till skiljer sig inte nämnvärt från bataljskisserna som ritades av tecknarna på kontinenten men de utmärks i för den tiden ovanliga precision i återgivningen av landskapen. Flera av hans teckningar från slagen vid Breitenfeld och Lützen stacks i koppar av tysken Matthäus Merian för Theatrum Europaeum och lade grunden för en betydelsefull tradition inom fortifikationen att avbilda de olika slagen. Örnehufvud arbetade med och planerade att ge ut ett planschverk över konungens krigsföretag som senare färdigställdes av efterföljande generalkvartermästare. Han gjorde även en betydelsefull insats som lärare i fortifikation och stadsplanering och till hans namnkunnigaste elever räknas Nicodemus Tessin. Större delen av hans bevarade ritningar över svenska och tyska orter är samlad i den i Krigsarkivet förvarade Svenska planteboken från 1637 men stora delar av hans produktion av teckningar och skisser är tyvärr inte bevarade.